# Josef Janda
Josef Janda (8. května 1950 Jindřichův Hradec – 16. září 2021 Praha) byl český surrealistický básník, esejista, autor koláží a organizátor výstav. Vyučil se strojírenským technologem. Od roku 1984 se podílel na činnosti surrealistické skupiny. Vyšel z prostředí hudebního undergroundu 70. let 20. století, kdysi působil jako klávesista v souboru Jasná páka a byl též autorem jeho názvu.
V 80. letech pomáhal organizovat výstavy v Junior klubu Na Chmelnici v Praze 3, kde vystavoval značný počet jeho přátel ze surrealistického okruhu (Eva Švankmajerová, Martin Stejskal, Přemysl Martinec a mnoho jiných). V 90. letech navázal spolupráci s waleským okruhem básníků, organizoval mj. výstavu surrealistické skupiny ve Swansea (Velká Británie).
Za normalizace vydal vlastním nákladem několik básnických sbírek formou samizdatu, později publikoval v mnoha nakladatelstvích a revuích básnické sbírky, eseje a recenze.

## Dílo
- Tapír a pušku, básnická sbírka, Sdružení Analogonu, Praha, 1994
- Tenkrát na východě, Dauphin, Praha, 2001
- Básně: Výbor z textů 1984–2004, Knihovna Jana Drdy, Příbram, 2005
- Dohořívající filosof, Dybbuk, Praha, 2010
- Básně, Spolek čs. bibliofilů, Praha, 2012
- Volný způsob, Dybbuk, Praha, 2014
- Černé necky, Dybbuk, Praha, 2015
- Free Style / Volný způsob, (do angličtiny přeložila Dagmar Štěpánková), Dark Windows Press, 2015